# Lúcio Flávio Pinto
Lúcio Flávio de Faria Pinto (Santarém, 23 de setembro de 1949) é um professor, jornalista e sociólogo brasileiro. É o único brasileiro na lista dos 100 mais importantes jornalistas da ONG Repórteres sem Fronteiras.
É sociólogo de formação na Universidade de São Paulo (1973). Foi professor visitante (1983/84) do Centro de Estudos Latino-Americanos da Universidade da Flórida nos Estados Unidos. Foi professor visitante no Núcleo de Altos Estudos Amazônicos e do curso de jornalismo na Universidade Federal do Pará.
É autor de diversos livros sobre meio ambiente e Amazônia. Foi correspondente da BBC Radio News, responsável pela sucursal do jornal O Estado de S. Paulo na Amazônia e repórter dos jornais O Liberal e A Província do Pará, entre outros. Desde 1987, publica, juntamente com seu irmão, Luiz Pinto, o Jornal Pessoal, quinzenário individual que circula em Belém, e que tem como diferencial em relação ao restante da imprensa paraense o não alinhamento a nenhum dos grupos políticos e empresariais do estado. Mantém também outro periódico, denominado "Agenda Amazônica".

## Biografia
Lúcio Flávio de Faria Pinto nasceu em 23 de setembro de 1949, na cidade de Santarém, região Oeste do Pará, filho de Iraci de Faria Pinto e Elias Ribeiro Pinto – ele, radialista, jornalista, comerciante e político. Aos cinco anos de idade mudou-se com a família para cidade, onde seu pai continuaria a exercer sua carreira política, elegendo-se prefeito de Santarém em 1967.
Aos 15 anos passou a apresentar um programa de rádio, mas o chefe da 2ª Secção da 8ª Região Militar considerou o programa subversivo e o retirou do ar. Aos 16, já em Belém, trabalhou como repórter no jornal A Província do Pará, onde depois ocupou o cargo de secretário de redação.

### Entre São Paulo e Rio de Janeiro
Em 1968, aos 18 anos, decidiu mudar-se de Belém para o Rio de Janeiro. Trabalhou por pouco tempo no Correio da Manhã, resolvendo fixar-se em São Paulo, onde trabalhou no Diário de São Paulo, Diário da Noite, Revista Veja, IstoÉ, Jornal da República, Jornal da Tarde e O Estado de S. Paulo, onde consolidou sua carreira, atuando como repórter entre os anos de 1971 e 1988. Ao mesmo tempo trabalhou na imprensa alternativa, nos jornais Opinião e Movimento.
Em 1973 formou-se em Sociologia pela Escola de Sociologia e Política da Universidade de São Paulo, tendo sido aluno, entre outros, de Fernando Henrique Cardoso, Edgard Carvalho, Herbert Baldus e Maurício Tragtenberg. Chegou a iniciar sua pós-graduação na USP, mas retornou a Belém para montar uma rede de sucursais do Estadão na Amazônia.

### Retorno a Belém
Ao retornar a Belém editou, em 1975, o alternativo "Bandeira 3" (que durou apenas 7 edições), aos moldes do Pasquim, sendo considerado um marco na imprensa do Pará por seu arrojo no tratamento da informação e na parte estética. Editou também outro alternativo, o "Informe Amazônico", com 12 edições, entre 1980 e 1981.
Nesse período foi professor visitante entre 1981 e 1982 do Núcleo de Altos Estudos Amazônicos e do curso de jornalismo no Departamento de Comunicação Social da Universidade Federal do Pará. Entre 1983 e 1984 foi também professor visitante do Centro de Estudos Latino-Americanos da Universidade da Flórida em Gainesville, Estados Unidos.
Foi convidado pelo então diretor de redação de O Liberal, Cláudio Augusto de Sá Leal, com quem iniciara em A Província, para trabalhar na empresa das Organizações Rômulo Maiorana (ORM), passando assim a atuar em duas frentes. Na década de 1980 também passou a apresentar um programa que levava seu nome, na TV Liberal.
Na década de 1980 passou a criticar em suas coberturas jornalísticas o então governador do estado, Jader Barbalho, sendo alvo de pressões do político e dono do jornal Diário do Pará.

### Fundação do Jornal Pessoal -presente
Foi nessa época também que se demitiu de O Liberal por não aceitar com os acordos políticos do proprietário do jornal, Rômulo Maiorana, seu grande amigo, que morreria de câncer em 1986. Apesar disso, Lúcio Flávio continuaria a colaborar com o jornal e a emissora de TV do
grupo. A relação amistosa com as ORM acabaram com o advento do Jornal Pessoal, em 1987, sobretudo com as posteriores críticas às atuações dos herdeiros de Rômulo Maiorana.
O Jornal Pessoal surgiu em virtude de falta de espaço para publicar uma grande matéria investigativa. A maioria dos jornais paraenses negaram-se a publicar matérias sobre o assassinato do ex-deputado Paulo Fonteles. A principal alegação era o temor de represálias econômicas, visto que dois dos nomes envolvidos no caso como testemunhas, Francisco Joaquim Fonseca, do Grupo Jonasa, e Jair Bernardino de Souza, proprietário da empresa Belauto, eram anunciantes dos meios de comunicação do estado. Lúcio, a época jornalista d'O Liberal e correspondente do Estado de S. Paulo, havia sido o repórter destacado para cobrir o caso, e não teve seu trabalho investigativo publicado pelos jornais. Em virtude disso, sentiu-se ainda mais instigado a publicar a matéria.
Como forma de compensar o grande trabalho que o jornalista havia feito na cobertura do caso, o jornal O Liberal cedeu seu parque gráfico para imprimir o volume 1 do Jornal Pessoal, totalmente de graça, com a única condição de não ser citado como a gráfica responsável. Surgia assim o seu mais vultuoso trabalho de sua extensa carreira jornalística.
Escreveu no Jornal Pessoal nº 479, 2ª quinzena de dezembro de 2010, um artigo intitulado "O PIG é uma fantasia", que também foi publicado em 11 de janeiro de 2011 no site Observatório da Imprensa, alcançando muitos comentários, considerado um dos mais polêmicos textos do jornalista.
Em 2014, o jornalista iniciou alguns blogs sobre os temas que já abordava na forma impressa de seu Jornal Pessoal, garantindo a disponibilidade do conteúdo que produziu em seu periódico, sendo o principal deles a "Agenda Amazônica". Colabora com seu irmão Luiz Pinto também na manutenção do blog "As Charges do Jornal Pessoal".
Entre 2012 e  2014 o jornalista escreveu para o portal Yahoo Notícias sendo responsável pela coluna "Cartas da Amazônia".
Em novembro de 2016 Lúcio foi anunciado como colunista da Agência de Jornalismo Independente Amazônia Real.

## Perseguições e censura
Por sua característica combatividade em relação às questões Amazônicas, em especial aos grandes grupos econômicos, o jornalista responde atualmente a 33 processos na justiça de Belém, a maioria com base na chamada Lei de Imprensa, de 1967.
Dos processos movidos contra o jornalista, 13 são de autoria de membros da família Maiorana, que vêm a ser os proprietários das Organizações Rômulo Maiorana (ORM), ao qual pertencem o jornal e a TV Liberal, esta afiliada à Rede Globo. No dia 21 de janeiro de 2005, o jornalista foi agredido a socos e pontapés, em local público, por Ronaldo Maiorana e por dois policiais militares que trabalham ilegalmente como seguranças do empresário. O motivo seria que em 2005, Pinto publicou no Jornal Pessoal uma reportagem intitulada "O rei da quitanda", na qual conta a trajetória das Organizações Rômulo Maiorana, maior proprietária de meios de comunicação do norte do Brasil, e acusa seu dono, Rômulo Maiorana, de usar as empresas para pressionar anunciantes. Os Maiorana foram patrões de Lúcio Flávio.
Lúcio foi condenado a pagar indenização de R$ 8 mil (o que valia em 2012 perto de R$ 22 mil, incluindo custas e honorários advocatícios), referentes a uma ação por danos morais movida por Cecílio do Rego Almeida, fundador da C.R. Almeida, que é uma das maiores construtoras do país. Almeida, falecido em 2008, alegou na ação ter sido ofendido pelo jornalista, que o chamou de "pirata fundiário" em reportagem publicada em 1999 no Jornal Pessoal. O texto descrevia a apropriação ilegal por Almeida de quase 5 milhões de hectares de terras públicas no Vale do Rio Xingu, no Pará. Lúcio afirmou que foi "(...) condenado por falar a verdade." A grilagem das terras herdadas pelos filhos do fundador da empreiteira, foi anulado por uma decisão da Justiça Federal.

## Premiações
Lúcio é um dos mais premiados jornalistas brasileiros; entre os prêmio e reconhecimentos que recebeu estão:
- Quatro prêmios Esso de Jornalismo[1]: o primeiro, em 1971, pela edição especial de 400 páginas sobre a Amazônia, publicada na revista Realidade, cuja tiragem foi de 450 mil exemplares; o segundo veio em 1977, quando trabalhou na série de reportagens "Amazônia: A Ocupação Ilegal", pelo jornal O Estado de S. Paulo, em que "se opunha à retórica desenvolvimentista do governo militar no prolongamento da 'corrida para Oeste' em desbravar a fronteira amazônica".[16][17] Os outros dois prêmios Esso foram concedidos em função da reportagem "O caso Fonteles: um crime bem planejado" da primeira edição do Jornal Pessoal que saiu em 15 de setembro de 1987.[18]
- Em 1988, a Federação Nacional dos Jornalistas (Fenaj) considerou o Jornal Pessoal a melhor publicação do Norte e Nordeste do País, recebendo também um prêmio pela reportagem do caso Fonteles.[18]
- Em 1997, Lúcio Flávio recebeu, em Roma, o Colombe d’Oro per la Pace, uma das altas honrarias no jornalismo italiano, concedida pela ONG Archivio Disarmo, por "contribuir para o combate às injustiças sociais e à violação dos direitos humanos".[19] Lúcio Flávio, indicado pelo jornalista Maurizio Chierici, foi o primeiro não europeu a recebê-la.
- Em 2005, foi um dos laureados com o Prêmio Internacional de Liberdade de Imprensa, outorgado pelo Committee to Protect Journalists (CPJ), de Nova Iorque, àqueles profissionais que enfrentam o autoritarismo e perseguições de qualquer espécie.[20]
- Em 2012, recebeu o Prêmio Wladimir Herzog pelo conjunto da sua obra. [2]
- Foi considerado pela ONG Repórteres Sem Fronteiras, com sede em Paris, com um dos mais importantes jornalistas do mundo, o único selecionado no Brasil para essa honraria.[2]
- Em 10 de dezembro de 2021, foi agraciado pelo título de Doutor Honoris Causa pela Universidade Federal do Amapá.[21]

## Obras publicadas
Tem 21 livros individuais publicados, todos sobre a Amazônia:
- Amazônia Decifrada. Smith. 2012
- Amazônia: o anteato da destruição. Belém: Grafisa. 1977.
- Amazônia: no rastro do saque. São Paulo: Hucitec. 1980.
- Carajás: o ataque ao coração da Amazônia. Rio de Janeiro: Marco Zero. 1982.
- Jari: toda a verdade sobre o projeto de Ludwig (as relacões entre estado e multinacional na Amazônia). São Paulo: Marco Zero. 1986.
- Amazônia: a fronteira do caos. Belém: Falangola. 1991.
- Hidrelétricas na Amazônia: predestinação, fatalidade ou engodo?. Belém: Edição Jornal Pessoal. 2002.
- A Internacionalização da Amazônia: sete reflexões e outros apontamentos inconvenientes. Belém: Edição Jornal Pessoal. 2002.
- CVRD: a sigla do enclave na Amazônia (as mutações da estatal e o estado imutável no Pará). Belém: Cejup. 2003.